# Josselin Ier d'Édesse
Pour les articles homonymes, voir Josselin.
Josselin Ier de Courtenay, né entre 1070 et 1075, mort en 1131, est un membre de la maison de Courtenay, parti aux Croisades en 1101, et devenu seigneur de Turbessel de 1102 à 1113, prince de Galilée et de Tibérias de 1113 à 1119 et comte d'Édesse de 1119 à 1131. Il est fils de Josselin, seigneur de Courtenay, et d'Isabelle de Montlhéry.

## Biographie
Il se rend vers la Terre sainte en 1101 en accompagnant une croisade de secours, probablement celle conduite par Guillaume II, comte de Nevers. Après un probable pèlerinage à Jérusalem, il rejoint son cousin Baudouin du Bourg, comte d'Édesse, lequel lui confie la seigneurie de Turbessel,. En 1104, il prend Marach à son seigneur arménien, Tatoul de Marach, puis les Francs d'Antioche et d'Édesse organisent une expédition contre Harran afin d'ouvrir la route de Mossoul. Une bataille est livrée contre les Turcs, mais Josselin et Baudouin se laissent prendre à la tactique turque de la fuite simulée et sont capturés. Josselin est emprisonné par Soqman ibn Ortoq à Hisn Kaîfâ, mais ses sujets arméniens réussissent par ruse à le faire libérer en 1107. Il s'acharne ensuite à faire libérer Baudouin, puis à l'aider à reprendre Édesse à la régence de Roger de Salerne, puis à combattre Tancrède de Hauteville, régent d'Antioche, qui s'était approprié une partie des terres de Josselin.
En 1109, il se rend avec son suzerain au plaid convoqué par le roi Baudouin Ier de Jérusalem afin de départager les prétentions des deux candidats au comté de Tripoli, Guillaume de Cerdagne et Bertrand de Toulouse. Baudouin en profite pour confirmer les droits de Josselin et oblige Tancrède à rendre les terres qu'il avait prises à Turbessel. L'armée assemblée en profite pour prendre d'assaut la ville de Tripoli qui devient la capitale du comté éponyme.
À partir de 1110, Mawdûd ibn Altûntâsh, atabeg de Mossoul, reprend l'offensive contre les Francs et attaque le comté d'Édesse. Baudouin du Bourg envoie Josselin de Courtenay à Jérusalem afin de demander des secours et l'intervention de Baudouin Ier de Jérusalem sauve le comté d'Édesse. En 1111, Mawdûd tente d'assiéger successivement Édesse puis Turbessel, mais doit lever le siège à chaque fois, et Josselin réussit une sortie qui surprend l'arrière garde de l'armée turque alors qu'elle fait retraite. En avril 1112, Mawdud tente encore une incursion contre Samosate, Édesse et Saruj, mais est surpris et défait devant cette troisième ville par Josselin.
Mais si les villes à l'est de l'Euphrate sont sûres et imprenables, ces raids turcs pillent les campagnes qui constituent le domaine comtal et ruinent le comte d'Édesse. Au contraire les terres à l'ouest de l'Euphrate, protégées par ce fleuve, sont en pleine prospérité. Or la puissance féodale tient autant du titre que de la valeur économique du fief, et la seigneurie de Turbessel commence à primer sur le comté d'Édesse. Un jour de 1113, des messagers envoyés par Baudouin du Bourg au prince d'Antioche font étape à Turbessel. Là Josselin leur parle de la situation économique, leur fait valoir que le comte d'Édesse est ruiné et leur propose de rejoindre son service. Apprenant la nouvelle, Baudouin entre dans une violence colère contre celui qu'il considère comme un ingrat. Ne voulant pas tenter de prendre d'assaut Turbessel, il feint d'être gravement malade et appelle Josselin à Édesse. Josselin, espérant la succession du comté, accourt, mais est jeté en prison dès son arrivée et doit renoncer à Turbessel.
Libéré, il se rend à Jérusalem, où le roi Baudouin Ier lui confie la principauté de Galilée. Son premier objectif est de tenter de prendre la ville de Tyr, et il se lance dans de nombreuses razzias sur les campagnes et les banlieues de la ville pour l'affaiblir économiquement, mais la ville résistera jusqu'en 1123.
Baudouin Ier meurt en 1118 les barons de la Haute Cour hésitent entre Eustache III, comte de Boulogne, frère du roi mais reparti dans ses terres européennes, et Baudouin du Bourg, cousin du roi et demeurant à proximité. Josselin et Arnoul de Chocques, patriarche de Jérusalem, entreprennent de soutenir la candidature de Baudouin du Bourg, qui est élu roi et sacré le 14 avril 1118. Reconnaissant, Baudouin donne à Josselin le comté d'Édesse.
Le 14 août 1119, il participe aux côtés du roi Baudouin II de Jérusalem et du comte Pons de Tripoli à la seconde bataille de Dânîth contre Il Ghazi ibn Ortoq, atabeg d'Alep. Une seconde campagne contre Il-Ghazi, en mai 1120, apporte un nouveau succès contre Alep.
Le 27 février 1122, Il-Ghazi met le siège devant Zrdana, dans la principauté d'Antioche, mais Baudouin II et Josselin d'Édesse se joignent pour secourir la place forte et Il-Ghazi doit se retirer. Le 13 septembre 1122, Josselin de Courtenay et Galéran du Puiset, seigneur de Bira tentent de capturer Balak, mais c'est ce dernier qui les surprend et les emprisonne à Kharpût, rejoint par Baudouin II qui avait tenté de les délivrer le 18 avril 1123. Une cinquantaine d'Arméniens parviennent à s'emparer de la citadelle par ruse et, pendant que Josselin rejoint Édesse pour chercher du secours, Baudouin, Galéran et les arméniens tiennent la citadelle, mais finissent par être obligé de se rendre. En représailles, Josselin ravage la région d'Alep.
Baudouin II finit par être libéré, en échange d'otages parmi lesquels Yvette de Jérusalem et Josselin II, fils du comte, et Baudouin II reprend l'offensive. Une coalition musulmane est écrasée à la bataille de 'Azâz le 13 juin 1125, et le butin permet de payer la rançon pour libérer les otages.
En novembre 1125, il repoussent une nouvelle contre croisade, menée par Aq Sonqor Bursuqî, le nouvel atabeg de Mossoul et d'Alep. Ce dernier est assassiné le 26 novembre 1126 et son fils Izz al-Din Mas'ud est empoisonné peu après. Ses généraux se disputent alors le pouvoir et Josselin commence à assiéger Alep, espérant profiter de l'anarchie pour s'en emparer, mais Bohémond II d'Antioche a la même idée, et la rivalité entre les chefs francs leur ôte tout espoir de s'emparer de la ville.
Josselin réussit à agrandir le comté et atteint même les rives du Tigre au nord de Mossoul. En novembre et en décembre 1129, il participe à une expédition de Baudouin II contre Damas, mais ils ne parviennent pas à prendre la ville.

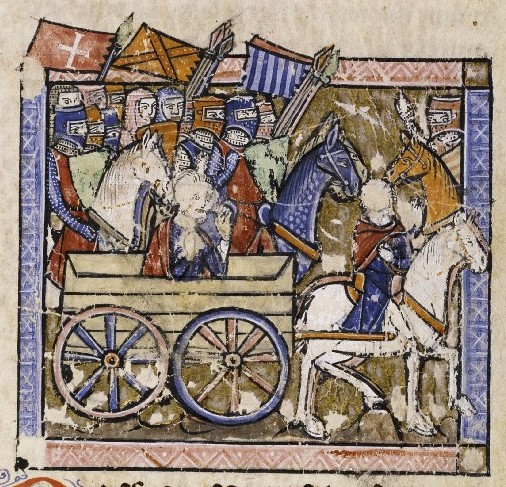
Josselin, grièvement blessé, mène ses troupes au secours de Kaisun. (miniature du XIIIe siècle).

En 1131, il assiège une forteresse entre Alep et Mabbug. Alors qu'il inspectait une mine qu'il faisait creuser sous une des remparts, celle-ci s'écroule sur lui et l'ensevelit. Il est dégagé des décombres, mais gravement blessé. Peu après, un émir met le siège devant Kaisûn. Josselin demande à son fils de conduire l'armée pour délivrer la place, mais ce dernier refuse, alléguant une infériorité numérique. Josselin père décide alors de commander son armée d'une litière pour secourir Kaisûn, ce qui incite l'émir à lever le siège, tant Josselin était craint de ses ennemis. Mais le vieux comte meurt pendant l'opération.

## Mariage et enfants
Il épouse vers 1100-4 une fille de Constantin Ier, prince d'Arménie, qui prend le prénom de Béatrice après son mariage et qui donne naissance à un fils :
- Josselin II († 1159), comte d'Édesse.

Cette arménienne meurt avant 1120 et Josselin se remarie en 1121 avec Marie de Salerne, sœur de Roger de Salerne, prince régent d'Antioche. Elle apporte Azaz en dot, mais le prince Bohémond II dénonce l'accord vers 1125 et reprend Azaz. Marie de Salerne donne naissance à :
- une fille mentionnée par Guillaume de Tyr, qui est abbesse de Sainte Marie la Grande à proximité du Saint-Selpulchre. Elle témoigne en 1162 lors du procès en annulation du mariage d'Amaury Ier et de sa nièce Agnès de Courtenay[18].

### Sources
- René Grousset, L'Empire du Levant : Histoire de la Question d'Orient, Paris, Payot, coll. « Bibliothèque historique », 1949 (réimpr. 1979), 648 p. (ISBN 978-2-228-12530-7).
- René Grousset, Histoire des croisades et du royaume franc de Jérusalem, Paris, Perrin, 1936 (réimpr. 1999) :
  1. René Grousset, Histoire des croisades et du royaume franc de Jérusalem - I. 1095-1130 L'anarchie musulmane, Paris, Perrin, 1934 (réimpr. 2006), 883 p.
  2. René Grousset, Histoire des croisades et du royaume franc de Jérusalem - II. 1131-1187 L'équilibre, Paris, Perrin, 1935 (réimpr. 2006), 1013 p.
  3. René Grousset, Histoire des croisades et du royaume franc de Jérusalem - III. 1188-1291 L'anarchie franque, Paris, Perrin, 1936 (réimpr. 2006), 902 p.
- (en) Alan V. Murray, The crusader Kingdom of Jérusalem: A Dynastic History, 1099-1125, Oxford, Prosopographica et genealogica, coll. « Occasional Publications / 4 », 2000, 280 p. [détail de l’édition] (ISBN 1-900934-03-5).
- (it) Sergio Ferdinandi, La Contea franca di Edessa. Fondazione e profilo storico del primo principato crociato nel Levante (1098-1150), Pontificia Università Antonianum, Roma 2017, 934 p.  (ISBN 978-88-7257-103-3).